# Stefano Scerra
Stefano Scerra (Civitella d'Agliano, 24 dicembre 1775 – 20 gennaio 1859) è stato un arcivescovo cattolico italiano e segretario della Congregazione dell'Immunità ecclesiastica.

## Biografia
Ordinato presbitero nel 1798, fu sacerdote per un periodo dalla durata di 60 anni, dei quali 31 come vescovo e 7 come arcivescovo. Muore all'età di 83 anni.

## Genealogia episcopale e successione apostolica
- Cardinale Francesco Bertazzoli
- Cardinale Enrico Benedetto Maria Clemente Stuart di York
- Papa Clemente XIII
- Papa Benedetto XIV
- Papa Benedetto XIII
- Pietro Francesco Orsini
- Cardinale Paluzzo Paluzzi Altieri Degli Albertoni
- Cardinale Ulderico Carpegna
- Cardinale Luigi Caetani
- Cardinale Ludovico Ludovisi
- Arcivescovo Galeazzo Sanvitale
- Cardinale Girolamo Bernerio
- Cardinale Giulio Antonio Santorio
- Cardinale Scipione Rebiba